# 藍十字保險
藍十字（亞太）保險有限公司（簡稱：藍十字；英文： Blue Cross）成立於1969年11月21日，是友邦保險控股有限公司旗下於香港經營保險業務的子公司，於香港經營保險業務逾50年。
藍十字提供的保險產品及服務，涵蓋醫療、旅遊及一般保險範疇，服務對象包括個人及企業客戶。 其分銷渠道包括友邦香港營業團隊、網上平台、直銷渠道、東亞銀行網絡、保險代理和經紀，以及旅行社。藍十字是香港早期提供醫療保險及旅遊保險服務的公司之一，亦較早開始透過電子平台提供線上投保服務。
2016年起，藍十字保險冠名贊助的香港公開劍擊錦標賽。
2022年3月，友邦保險以2.78億美元（約21.68億港元）向東亞銀行收購藍十字保險100%股權及醫療保健公司寶康醫療（Blue care） 80%股權。另外，友邦保險與東亞銀行達成一般保險產品的15年分銷協議。
2023年10月，藍十字與香港迪士尼成為聯盟夥伴，並贊助《魔雪奇緣》主題園區遊樂設施「魔雪奇幻之旅」。
2024年12月，藍十字與大眾銀行宣布簽訂銀行保險合作協議。

## 外部連結
- 藍十字保險 （页面存档备份，存于）